# Інямбане
Інямба́не (порт. Inhambane, МФА: [i.ɲɐ̃.ˈbɐ.nɨ]) — місто в Мозамбіку. Є адміністративним центром однойменної провінції.

## Назва
- Інямба́не, або Інямба́ни (порт. Inhambane, МФА: [i.ɲɐ̃.ˈbɐ.nɨ][1]) — сучасна назва.
- Те́рра-де-Боа́-Же́нте (порт. Terra de Boa Gente, МФА: [ˈte.ʁɐ dɨ ˈbo.ɐ ˈʒẽ.tɨ], «земля добрих людей») — стара португальська назва.

## Географія
Місто Іньямбане знаходиться на південному сході Мозамбіку, на узбережжі Індійського океану, у місці впадання в нього річки Матумба (в затоку Іньямбане). Чисельність населення міста становить 64 918 осіб (на 2008). Океанський порт, у даний час використовується переважно для рибальства.

## Історія
Інямбане засноване в XI столітті арабськими купцями як порт для торгівлі з внутрішніми районами Африки. До моменту появи тут португальців в кінці XV століття Інямбане перетворився на великий прибережний торговий центр. 10 січня 1498 року тут висадився Васко да Гама, який назвав це місце Terra da Boa Gente — Країна доброзичливих людей.
У XVII–XVIII століттях Іньямбане служив перевалочною базою в торгівлі слоновою кісткою і рабами (в найбільш прибуткові роки через цей порт вивозилося до 15 тисяч негрів-рабів). Аж до 1898 року Іньямбане був адміністративним центром колонії Мозамбік (потім столиця була перенесена в Лоренсу-Маркіш). Під час громадянської війни в Мозамбіку після здобуття країною незалежності Інямбане не постраждав.
В даний час Інямбане (поряд з містом Келімане) є великим туристичним центром на узбережжі Мозамбіку.

## Релігія
- Центр Інямбанської діоцезії Католицької церкви.

## Міста-побратими
1. – Авейру, Португалія (1989) [2]